# Allobaccha porphyra
Allobaccha porphyra är en tvåvingeart som först beskrevs av Charles Howard Curran 1928.  Allobaccha porphyra ingår i släktet Allobaccha och familjen blomflugor. Inga underarter finns listade i Catalogue of Life.